# 欠史八代

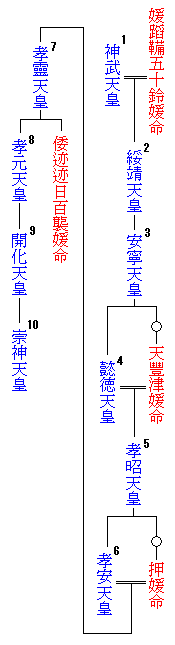
天皇系図 初代 - 10代

欠史八代（けっしはちだい、旧字体：缺史󠄁八代、闕史八代）は、第2代綏靖天皇 - 第9代開化天皇までの8代の天皇を指す、歴史学の用語である。『古事記』や『日本書紀』に記されている欠史八代の天皇の系譜は、後世に追加されたものと見られる。欠史八代の天皇が実在した可能性は学術的には殆どないとされる。

## 概要
古代天皇の系譜は『古事記』、『日本書紀』（『記紀』）によって伝えられているが、初期天皇の系譜の中には、後世に創作されたと見られるものが多数存在する。その中でも第一に挙げられるのが欠史八代と呼ばれる、以下に赤色で示す8名の天皇である。
| 代 | 漢風諡号 | 和風諡号                         | 没年齢（記：古事記、紀：日本書紀） | 后妃の氏姓（古事記）                           | 后妃の氏姓（日本書紀本文） | 后妃の氏姓（日本書紀一書）   |
| -- | -------- | -------------------------------- | ---------------------------------- | ---------------------------------------------- | -------------------------- | ---------------------------- |
| 1  | 神武     | カミヤマトイハレヒコホホデミ     | 記：127歳、紀：137歳               |                                                |                            |                              |
| 2  | 綏靖     | カミヌナカハミミ                 | 記：45歳、紀：84歳                 | 師木県主                                       | （事代主神）               | 磯城県主、春日県主           |
| 3  | 安寧     | シキツヒコタマテミ               | 記：49歳、紀：57歳                 | 師木県主                                       | （事代主神）               | 磯城県主、大間宿祢           |
| 4  | 懿徳     | オホヤマトヒコスキトモ           | 記：45歳、紀：77歳                 | 師木県主                                       | （息石耳命）               | 磯城県主、磯城県主           |
| 5  | 孝昭     | ミマツヒコカエシネ               | 記：93歳、紀：114歳                | 尾張連                                         | 尾張連                     | 磯城県主、（倭国豊秋狭太雄） |
| 6  | 孝安     | オホヤマトタラシヒコクニオシヒト | 記：123歳、紀：137歳               | （姪）                                         | （姪）                     | 磯城県主、十市県主           |
| 7  | 孝霊     | オホヤマトネコヒコフトニ         | 記：106歳、紀：128歳               | 十市県主、春日、（意富夜麻登）、（意富夜麻登） | 磯城県主                   | 春日、十市県主               |
| 8  | 孝元     | オホヤマトネコヒコクニクル       | 記：57歳、紀：116歳                | 穂積臣、穂積臣、（河内）                       | 穂積臣                     | -                            |
| 9  | 開化     | ワカヤマトネコヒコオホヒヒ       | 記：63歳、紀：115歳                | 旦波之大県主、穂積臣、丸邇臣、葛城             | 物部                       | -                            |
| 10 | 崇神     | ミマキイリヒコイニエ             | 記：168歳、紀：120歳               |                                                |                            |                              |

『記紀』の原史料として重要なものとして『帝紀』や『旧辞』がある。これらの内容は古くに佚失し伝存していないが、前者は天皇の名前、系譜、后妃や子供の名、宮の場所、治世中の重要な出来事、治世年数、王陵の場所、後者は神代の物語、神々の祭の物語、天皇や英雄の歴史物語、歌謡、地名・事物の起源説話などからなっていたと推定されている。欠史八代が「欠史」とされるのは、『記紀』に伝わる各天皇の記事がほとんど『帝紀』的な系譜情報のみからなり、『旧辞』の部分、即ち物語や歌謡など具体的な歴史情報が存在しないことによる。このため、この8代の天皇が皇室の起源をより古いものとするために後世に追加されたものであることが疑われ、その実在性が問題となった。
欠史八代議論が本格化するのは第二次世界大戦終結後である。戦前、『記紀』の研究には皇統や国体といった概念への一定の配慮が必要であり、特に1930年代以降にその傾向は強まった。初期の天皇の名前が美称尊称が重ねられていて実名とは考えられないことを論じた歴史学者津田左右吉は、『記紀』の研究を巡って原理日本社から攻撃を受け出版法違反容疑によって逮捕された（津田事件）。こうした世相のため『記紀』の史実性に疑義を挟むような研究成果を文章として公表することには研究者側に自主規制が働いた。日本古代史の研究者直木孝次郎は伝聞情報として「京都大学在学中（一九四一 - 一九四三年）に、かつて喜田貞吉教授が授業の際、欠史八代の信じ難いことを口にされたと、先輩から聞いたことが思い出される」と振り返っているが、公刊されたものは少なかったであろうとしている。日本の敗戦によって、天皇の歴史に関わる研究へのタブーや政治的制限が緩やかなものとなり、欠史八代についての議論も本格化した。これが後世に創作された架空の天皇であるという見解は20世紀末頃までに概ね定説となっており、その系譜が形成された年代は、複数の論点に基づいて概ね天武朝、即ち7世紀末頃のことと考えられている。さらに欠史八代系譜に見られる様々な特徴が、現在に至るまで議論対象となっている。
すべてが新しく作られたわけではなく、ある段階で始祖神武天皇から崇神天皇にいたる地位継承が名前のみ伝えられていたものを後世、皇統譜に加えたとする見解もある。

## 名前
欠史八代の各天皇の和風諡号は特徴的なものである。第3代 - 第5代の安寧、懿徳、孝昭の和風諡号の構成要素である「ヒコ」は、「カミヤマトイワレヒコ（神武天皇）」と共通するものであると共ともに、応神天皇以前の皇子で、様々な氏族の始祖とされる人物に良く見られるものであるが、この名を持つ人物で実在が確実なものは非常に少なく、一方で『延喜式』の神名帳に載せられている神社の祭神には、「ヒコ」を名前語尾に持つものが複数見られる。また、第7代 - 第9代の孝霊、孝元、開化天皇3名の和風諡号の構成要素である「ヤマトネコ」が第10代崇神天皇以降の天皇には見られず、7世紀末 - 8世紀初頭の天皇である持統（オホヤマトネコアメノヒロノヒメ）、文武（ヤマトネコトヨオホチ）、元明（ヤマトネコアマツミシロトヨクニナリヒメ）、元正（ヤマトネコタカミズキヨタラシヒメ）と共通している。さらに、第6代孝安天皇の諡号に含まれる「タラシ」は、欠史八代と同じく実在が疑問視される景行（オホタラシヒコオシロワケ）、成務（ワカタラシヒコ）と共通する。これらのことから、欠史八代の和風諡号は、遥か後代の史書編纂時に与えられたものである可能性が高いと見られている。

## 系譜
欠史八代を含む初代神武 - 第13代成務までの天皇は、全員が父親から息子への直系継承の形を取っている。しかし、後代の天皇系譜では兄弟間や甥などへの継承が頻繁に見られ、このように整然とした直系継承は現実的なものとは言い難い。欠史八代についてはさらに『帝紀』的な系譜情報以外の記録がほとんどないことから、後世に創作されたことが疑われた。しかし、欠史八代の系譜が史実をそのまま記録したものではあり得ないとしても、どのようにしてその系譜が作られ、またなぜ今日見られる形に出来上がったのかということは古代日本史の理解に関わるものとして現在も研究されている。

### 古代日本の系譜と天皇系譜
古代の天皇系譜について論じる際に考慮しなければならないこととして、古代日本における系譜には複数の類型があったことがある。これは今日の日本で一般にイメージされる家系図とは異なるものであった。義江明子によれば、古代日本語の「コ（子・児）」という言葉には「祖の子（）」と「生の子（）」の区別が存在した。この2つの「コ（子・児）」の概念が古くは明確に区別されていたことは、系譜においてそれぞれが異なる様式で記載されていることから理解出来るという。「生の子」は男女間に生まれた文字通り直接血を引いた「子供」であった。そしてこのような親と子の関係を系譜で表す際には「A娶B生子C（AがBと娶いて生む子C）」という形で同母単位で記載された（義江はこれを「娶生」系譜と呼んでいる）。このような系譜の実例には『古事記』における天皇系譜や『天寿国繡帳』の聖徳太子系譜、群馬県高崎市の山ノ上碑（681年）記載の系譜などがある。そしてもう一つの系譜形式が地位継承次第系譜である。これは「祖の子」を表現する系譜であり「祖の子」とは生物学的な意味での直接の親子関係ではなく、一族間でのある公的地位の継承における後継者を指すものであった。地位継承次第系譜の代表的なものが海部氏系図である。これは海部氏の系譜をその始祖から「児A-児B-児C..」という形式で一筋に繋いでいく形式を取り、「国造奉仕」「祝奉仕」など天皇（大王）に対する職掌奉仕の記載を伴うという特徴を持つ。同様の形式の系図には『下鴨系図』がある。これらの系図で「子・児」字で繋がれている人物の中には実際の続柄が把握されているものがいるが、父子関係になく兄弟・傍系や続柄に五世代もの隔たりがある場合も含めて「子・児」と表現されている。即ち、この形式で書かれた系譜では、「A子（児）B」と書かれた人物間の関係が親子とは限らず、本質的には地位の継承を記録したもの（地位継承次第）であることが理解される。古代日本においてはある集団（ウヂ、氏）の族長位（氏上）は特定の系統（本宗家）に固定されておらず、必ずしも血縁関係にはない諸氏がよりあつまって巨大な集団を形成し族長位を継承していたと考えられ、この継承関係こそが系譜に「子・児」として一線で結ばれる「祖の子」であった。
現在知られる限り、日本で発見されている最古の系譜が稲荷山古墳出土鉄剣銘である。稲荷山古墳出土鉄剣は、1978年に埼玉県行田市の稲荷山古墳で出土した銘入りの鉄剣であり、銘文には、「ワカタケル大王（一般に雄略天皇とみなされる）」に杖刀人の首として奉事したという乎獲居（ヲワケ）臣という人物の系譜が記されており、作成時期の「辛亥年（471年）」も記録されていた。この系譜は「上祖、名は意富比垝（オホヒコ）、其の児、名は...」という形式で8代にわたって遡っている。一見して全員を父子関係として記録しているように理解されたことと、上祖とされる意富比垝が孝元天皇の第一皇子大彦命に相当すると考えられたことから、欠史八代の実在を巡る議論でも大いに注目された。直木孝次郎は鉄剣の銘文にある「辛亥年」の471年時の雄略朝に記紀的な系譜ができていたら、「意富比垝」で止めるはずがなく、「孝元天皇から始まる系譜を書くにちがいない」として、「その時にはまだ『記紀』に採用された『帝紀』と『旧辞』は成立していなかったという証拠になると思う」と述べている。近年では、「児」字を用いて人物を一線に繋ぎ「杖刀人の首」という地位への言及を示すこの系譜は実際の父子関係ではなく、「祖の子」を表す地位継承次第の原初的な形であると理解される。
こうした古代の系譜のあり方が欠史八代を含む『記紀』の天皇系譜形態にも影響を及ぼしていると考えられる。古い日本の氏族において「本宗家」が確立していなかったのは天皇家も同様であったと考えられ、1つの血統による世襲王権の成立は概ね継体天皇から欽明天皇の時代（6世紀）以降であることは学界における共通認識となっている。それに平行して父系原理が定着するにつれ「娶生」系譜は作られなくなり、父系の出自を連ねた父系出自系譜が基本となって行った。『日本書紀』の天皇系譜は古い「娶生」系譜の形式をそのまま残す『古事記』と異なり「娶」字を用いないが、皇子女を同母単位で列挙するという「娶生」系譜の様式を部分的に残している。ここから、元来「娶生」系譜形式であった系譜伝承を父系的な形式に変換したことが窺われ、『続日本紀』の時代には天皇系譜は完全に父系形式で記載されるようになる。義江明子は、一系的な父系系譜を要求する情勢の中で「娶生」系譜的な情報が父系系譜へと組替えられたり、「コ（子・児）」を連続させていく地位継承次第の系譜が父子直系として読替えられるなどの編集を経て日本の王統譜が確立していったのだとする。

### 欠史八代の后妃

#### 后妃の出自
『記紀』は欠史八代の后妃の出自についても記録を残している。この后妃達の出自の大きな特徴の1つが、磯城（師木）県主、春日県主、十市県主といった大和地方を本拠地とする県主（）家から出ている者が多いことである。
これらの県主家系はいずれも天皇家と比肩するような有力な氏族家系ではなく、大和地方という限られた一地方の小規模氏族から后妃が選ばれていることは、欠史八代の実在を論じる場合の有力な論拠とされた。代表的な『日本書紀』の研究者である坂本太郎は、欠史八代系譜が後代の創作であるならば有力な大豪族と皇室が結び付けられたはずであり、歴代の后妃が大和地方の小規模な豪族より出ていることは当時の天皇（大王）家がまだ一地方政権であったことを反映したものと考えられるとし、欠史八代系譜は信頼できると論じた。また、欠史八代の具体的な事績が伝わらないことについても、これを理由に系譜情報まで疑問視するのは飛躍していると主張し「八代の系譜をも古伝として尊重すべきだと考える」とも述べている。坂本に師事した井上光貞もまた、坂本の見解は十分に支持可能なものとしていた。坂本は『記紀』研究における第1人者であり、井上はその後継者とも位置付けられる人物であったため、彼らの見解の影響は大きかったものと見られる。
一方で、ここで見られる、磯城、十市、春日県主は、天武朝において連（ムラジ）姓を与えられた磯城県主を始めとして、7世紀後半から8世紀にかけて朝廷と緊密な関係を築いたことが確認される氏族である。また、県主家系とは別に欠史八代の后妃を出したことが伝えられている尾張連、および事代主神は壬申の乱（672年）において大海人皇子（天武天皇）側に立って功績があったことが伝えられている。7世紀における大和地方の県と皇室との密接な関係を窺わせるもう1つの事実は、天武朝前後期における皇族子女の名前である。古代の皇子・皇女の名前はしばしば養育を担当した乳母などの下級氏族の女性に由来していた。そして7世紀の皇族には大和地方の県の名を持つ人物がしばしば見られる。直木孝次郎はこれらの事実から、欠史八代の后妃の出身氏族家系には天武朝前後の時期における政治情勢が反映され、功績があった一族や神が系譜へ組入れられたと考えられることを論じた。

#### 母系系譜問題
欠史八代の婚姻形態にも後世の状況反映と見られる特徴がある。『記紀』に見られる古代の皇族は頻繁に近親婚を行っているが、天智朝以前の時代では父系で共通の祖先を持つとしても母系を共にすることは、允恭天皇の息子である木梨軽皇子が同母妹の軽大娘皇女と関係を持った例を除いてなかった。木梨軽皇子はこれが原因で失脚していることから、当時は同母系の婚姻が社会習俗的に受け入れられなかったことが理解される。しかし、天武朝期前後に入ると、大海人皇子（天武天皇）自身が同母兄弟である天智天皇の娘（即ち母系でも同一の祖先、祖母に辿り着く）を娶っていたのを始め、天武天皇の息子草壁皇子が天智天皇の娘である阿部皇女（元明天皇）を娶り、同じく大津皇子も天智天皇の娘山辺皇女を娶っている。これは天智朝から天武朝期にかけての皇族の婚姻形態の大きな変化を示すが、このような同母系婚姻は時代を隔てて、第10代崇神天皇以前の時代にも見られる。実際に崇神朝以前の時代の婚姻記録で母系が明らかであるのは4例のみであるが、その全てが天武朝を中心とした時代と同一の系譜的関係が見られることから、崇神天皇以前の時代の系譜は天武朝期（7世紀後半）の歴史的状況が反映されたものであることが示されている。
以下に示すのは笠井倭人がまとめた天皇（大王）系譜まとめからの抜粋である。大化の改新頃より後の天武天皇系譜と欠史八代系譜が同じ特徴（母系で同一の祖先を持つ）を持つことが分かる。欽明天皇の系譜の例に見られるように、その中間の時代の天皇（大王）が配偶者と母系の祖先を共にしていることは原則としてない。
|          |          |          |          |                     |                     |                     |                     |                       |                       |                       |                       |                       |                       |          |          |          |          |          |          |          |          |
|          |          |          |          | 宝皇女 （斉明天皇） | 宝皇女 （斉明天皇） | 宝皇女 （斉明天皇） | 宝皇女 （斉明天皇） | 宝皇女 （斉明天皇）   | 宝皇女 （斉明天皇）   |                       |                       | 舒明天皇              | 舒明天皇              | 舒明天皇 | 舒明天皇 | 舒明天皇 | 舒明天皇 |          |          |          |          |
|          |          |          |          | 宝皇女 （斉明天皇） | 宝皇女 （斉明天皇） | 宝皇女 （斉明天皇） | 宝皇女 （斉明天皇） | 宝皇女 （斉明天皇）   | 宝皇女 （斉明天皇）   |                       |                       | 舒明天皇              | 舒明天皇              | 舒明天皇 | 舒明天皇 | 舒明天皇 | 舒明天皇 |          |          |          |          |
|          |          |          |          |                     |                     |                     |                     |                       |                       |                       |                       |                       |                       |          |          |          |          |          |          |          |          |
|          |          |          |          |                     |                     |                     |                     |                       |                       |                       |                       |                       |                       |          |          |          |          |          |          |          |          |
|          |          |          |          |                     |                     |                     |                     |                       |                       |                       |                       | 天智天皇              |                       |          |          |          |          |          |          |          |          |
|          |          |          |          |                     |                     |                     |                     |                       |                       |                       |                       |                       |                       |          |          |          |          |          |          |          |          |
|          |          |          |          |                     |                     |                     |                     |                       |                       |                       |                       |                       |                       |          |          |          |          |          |          |          |          |
| 天武天皇 | 天武天皇 | 天武天皇 | 天武天皇 | 天武天皇            | 天武天皇            |                     |                     | 鸕野皇女 （持統天皇） | 鸕野皇女 （持統天皇） | 鸕野皇女 （持統天皇） | 鸕野皇女 （持統天皇） | 鸕野皇女 （持統天皇） | 鸕野皇女 （持統天皇） |          |          | 大田皇女 | 大田皇女 | 大田皇女 | 大田皇女 | 大田皇女 | 大田皇女 |
| 天武天皇 | 天武天皇 | 天武天皇 | 天武天皇 | 天武天皇            | 天武天皇            |                     |                     | 鸕野皇女 （持統天皇） | 鸕野皇女 （持統天皇） | 鸕野皇女 （持統天皇） | 鸕野皇女 （持統天皇） | 鸕野皇女 （持統天皇） | 鸕野皇女 （持統天皇） |          |          | 大田皇女 | 大田皇女 | 大田皇女 | 大田皇女 | 大田皇女 | 大田皇女 |
|          |          |          |          |                     |                     |                     |                     |                       |                       |                       |                       |                       |                       |          |          |          |          |          |          |          |          |
|          |          |          |          |                     |                     |                     |                     |                       |                       |                       |                       |                       |                       |          |          |          |          |          |          |          |          |
|          |          |          |          |                     |                     |                     |                     |                       |                       |                       |                       |                       |                       |          |          |          |          |          |          |          |          |

|        |        |        |        |          |          |          |          |          |          |          |          |          |          |          |          |          |          |      |      |      |      |  |  |  |  |  |  |  |  |  |  |  |  |
| 堅塩媛 | 堅塩媛 | 堅塩媛 | 堅塩媛 | 堅塩媛   | 堅塩媛   |          |          | 欽明天皇 | 欽明天皇 | 欽明天皇 | 欽明天皇 | 欽明天皇 | 欽明天皇 |          |          | 石姫     | 石姫     | 石姫 | 石姫 | 石姫 | 石姫 |  |  |  |  |  |  |  |  |  |  |  |  |
| 堅塩媛 | 堅塩媛 | 堅塩媛 | 堅塩媛 | 堅塩媛   | 堅塩媛   |          |          | 欽明天皇 | 欽明天皇 | 欽明天皇 | 欽明天皇 | 欽明天皇 | 欽明天皇 |          |          | 石姫     | 石姫     | 石姫 | 石姫 | 石姫 | 石姫 |  |  |  |  |  |  |  |  |  |  |  |  |
|        |        |        |        |          |          |          |          |          |          |          |          |          |          |          |          |          |          |      |      |      |      |  |  |  |  |  |  |  |  |  |  |  |  |
|        |        |        |        | 用明天皇 | 用明天皇 | 用明天皇 | 用明天皇 | 用明天皇 | 用明天皇 |          |          | 敏達天皇 | 敏達天皇 | 敏達天皇 | 敏達天皇 | 敏達天皇 | 敏達天皇 |      |      |      |      |  |  |  |  |  |  |  |  |  |  |  |  |
|        |        |        |        | 用明天皇 | 用明天皇 | 用明天皇 | 用明天皇 | 用明天皇 | 用明天皇 |          |          | 敏達天皇 | 敏達天皇 | 敏達天皇 | 敏達天皇 | 敏達天皇 | 敏達天皇 |      |      |      |      |  |  |  |  |  |  |  |  |  |  |  |  |
|        |        |        |        | 厩戸皇子 | 厩戸皇子 | 厩戸皇子 | 厩戸皇子 | 厩戸皇子 | 厩戸皇子 |          |          | 菟道貝鮹 | 菟道貝鮹 | 菟道貝鮹 | 菟道貝鮹 | 菟道貝鮹 | 菟道貝鮹 |      |      |      |      |  |  |  |  |  |  |  |  |  |  |  |  |
|        |        |        |        | 厩戸皇子 | 厩戸皇子 | 厩戸皇子 | 厩戸皇子 | 厩戸皇子 | 厩戸皇子 |          |          | 菟道貝鮹 | 菟道貝鮹 | 菟道貝鮹 | 菟道貝鮹 | 菟道貝鮹 | 菟道貝鮹 |      |      |      |      |  |  |  |  |  |  |  |  |  |  |  |  |
|        |        |        |        |          |          |          |          |          |          |          |          |          |          |          |          |          |          |      |      |      |      |  |  |  |  |  |  |  |  |  |  |  |  |

|            |            |            |            |            |            |  |  |            |            |            |            |            |            |
| 渟名底仲媛 | 渟名底仲媛 | 渟名底仲媛 | 渟名底仲媛 | 渟名底仲媛 | 渟名底仲媛 |  |  | 安寧天皇   | 安寧天皇   | 安寧天皇   | 安寧天皇   | 安寧天皇   | 安寧天皇   |
| 渟名底仲媛 | 渟名底仲媛 | 渟名底仲媛 | 渟名底仲媛 | 渟名底仲媛 | 渟名底仲媛 |  |  | 安寧天皇   | 安寧天皇   | 安寧天皇   | 安寧天皇   | 安寧天皇   | 安寧天皇   |
|            |            |            |            |            |            |  |  |            |            |            |            |            |            |
|            |            |            |            |            |            |  |  |            |            |            |            |            |            |
|            |            |            |            |            |            |  |  | 息石耳命   |            |            |            |            |            |
|            |            |            |            |            |            |  |  |            |            |            |            |            |            |
| 懿徳天皇   | 懿徳天皇   | 懿徳天皇   | 懿徳天皇   | 懿徳天皇   | 懿徳天皇   |  |  | 天豊津媛命 | 天豊津媛命 | 天豊津媛命 | 天豊津媛命 | 天豊津媛命 | 天豊津媛命 |
| 懿徳天皇   | 懿徳天皇   | 懿徳天皇   | 懿徳天皇   | 懿徳天皇   | 懿徳天皇   |  |  | 天豊津媛命 | 天豊津媛命 | 天豊津媛命 | 天豊津媛命 | 天豊津媛命 | 天豊津媛命 |
|            |            |            |            |            |            |  |  |            |            |            |            |            |            |

#### 后妃世代
欠史八代系譜が全て父子間直系継承であることはこの系譜の作為性を示すものとされているが、このことは史書編者が存在しない天皇の伝承を自在に付け加えることが可能であったことを意味するものではなく、より古い時代には天皇（大王）の名前のみが伝承され、各天皇間の続柄が伝わらなかった時代があったことを示すと見られる痕跡が存在する。その端的な例は、欠史八代の各天皇が娶っている后妃の世代である。
以下に示すのは若井敏明がまとめた欠史八代の県主家出身の后妃世代を表す系譜を写したものである。『記紀』の系譜では各天皇は全員が父子であるが、一見して明らかなように数代にわたって同世代の后妃と婚姻を結んでいる。
県主家出身后妃の世代
|          |          |          |          |          |          |  |  |                |                |                |                |                |                |  |  |      |      |      |      |      |      |  |  |                   |                   |                   |                   |                   |                   |  |  |                |                |                |                |                |                |  |  |      |      |      |      |      |      |  |  |                |                |                |                |                |                |  |  |               |               |               |               |               |               |  |  |        |        |        |        |        |        |  |  |                |                |                |                |                |                |  |  |                 |        |        |        |        |        |
|          |          |          |          |          |          |  |  |                |                |                |                |                |                |  |  |      |      |      |      |      |      |  |  |                   |                   |                   |                   |                   |                   |  |  |                |                |                |                |                |                |  |  |      |      |      |      |      |      |  |  |                |                |                |                |                |                |  |  |               |               |               |               |               |               |  |  |        |        |        |        |        |        |  |  |                |                |                |                |                |                |  |  | 春日県主 大日諸 |        |        |        |        |        |
|          |          |          |          |          |          |  |  |                |                |                |                |                |                |  |  |      |      |      |      |      |      |  |  |                   |                   |                   |                   |                   |                   |  |  |                |                |                |                |                |                |  |  |      |      |      |      |      |      |  |  |                |                |                |                |                |                |  |  |               |               |               |               |               |               |  |  |        |        |        |        |        |        |  |  |                |                |                |                |                |                |  |  |                 |        |        |        |        |        |
|          |          |          |          |          |          |  |  |                |                |                |                |                |                |  |  |      |      |      |      |      |      |  |  |                   |                   |                   |                   |                   |                   |  |  |                |                |                |                |                |                |  |  |      |      |      |      |      |      |  |  |                |                |                |                |                |                |  |  |               |               |               |               |               |               |  |  |        |        |        |        |        |        |  |  |                |                |                |                |                |                |  |  |                 |        |        |        |        |        |
| 太真稚彦 | 太真稚彦 | 太真稚彦 | 太真稚彦 | 太真稚彦 | 太真稚彦 |  |  |                |                |                |                |                |                |  |  | 猪手 | 猪手 | 猪手 | 猪手 | 猪手 | 猪手 |  |  | 十市県主 五十坂彦 | 十市県主 五十坂彦 | 十市県主 五十坂彦 | 十市県主 五十坂彦 | 十市県主 五十坂彦 | 十市県主 五十坂彦 |  |  |                |                |                |                |                |                |  |  |      |      |      |      |      |      |  |  |                |                |                |                |                |                |  |  | 磯城県主 葉江 | 磯城県主 葉江 | 磯城県主 葉江 | 磯城県主 葉江 | 磯城県主 葉江 | 磯城県主 葉江 |  |  | 川派媛 | 川派媛 | 川派媛 | 川派媛 | 川派媛 | 川派媛 |  |  | 第2代 綏靖天皇 | 第2代 綏靖天皇 | 第2代 綏靖天皇 | 第2代 綏靖天皇 | 第2代 綏靖天皇 | 第2代 綏靖天皇 |  |  | 糸織媛          | 糸織媛 | 糸織媛 | 糸織媛 | 糸織媛 | 糸織媛 |
| 太真稚彦 | 太真稚彦 | 太真稚彦 | 太真稚彦 | 太真稚彦 | 太真稚彦 |  |  |                |                |                |                |                |                |  |  | 猪手 | 猪手 | 猪手 | 猪手 | 猪手 | 猪手 |  |  | 十市県主 五十坂彦 | 十市県主 五十坂彦 | 十市県主 五十坂彦 | 十市県主 五十坂彦 | 十市県主 五十坂彦 | 十市県主 五十坂彦 |  |  |                |                |                |                |                |                |  |  |      |      |      |      |      |      |  |  |                |                |                |                |                |                |  |  | 磯城県主 葉江 | 磯城県主 葉江 | 磯城県主 葉江 | 磯城県主 葉江 | 磯城県主 葉江 | 磯城県主 葉江 |  |  | 川派媛 | 川派媛 | 川派媛 | 川派媛 | 川派媛 | 川派媛 |  |  | 第2代 綏靖天皇 | 第2代 綏靖天皇 | 第2代 綏靖天皇 | 第2代 綏靖天皇 | 第2代 綏靖天皇 | 第2代 綏靖天皇 |  |  | 糸織媛          | 糸織媛 | 糸織媛 | 糸織媛 | 糸織媛 | 糸織媛 |
|          |          |          |          |          |          |  |  |                |                |                |                |                |                |  |  |      |      |      |      |      |      |  |  |                   |                   |                   |                   |                   |                   |  |  |                |                |                |                |                |                |  |  |      |      |      |      |      |      |  |  |                |                |                |                |                |                |  |  |               |               |               |               |               |               |  |  |        |        |        |        |        |        |  |  |                |                |                |                |                |                |  |  |                 |        |        |        |        |        |
|          |          |          |          |          |          |  |  |                |                |                |                |                |                |  |  |      |      |      |      |      |      |  |  |                   |                   |                   |                   |                   |                   |  |  |                |                |                |                |                |                |  |  |      |      |      |      |      |      |  |  |                |                |                |                |                |                |  |  |               |               |               |               |               |               |  |  |        |        |        |        |        |        |  |  |                |                |                |                |                |                |  |  |                 |        |        |        |        |        |
| 飯日媛   | 飯日媛   | 飯日媛   | 飯日媛   | 飯日媛   | 飯日媛   |  |  | 第4代 懿徳天皇 | 第4代 懿徳天皇 | 第4代 懿徳天皇 | 第4代 懿徳天皇 | 第4代 懿徳天皇 | 第4代 懿徳天皇 |  |  | 泉媛 | 泉媛 | 泉媛 | 泉媛 | 泉媛 | 泉媛 |  |  | 五十坂媛          | 五十坂媛          | 五十坂媛          | 五十坂媛          | 五十坂媛          | 五十坂媛          |  |  | 第6代 孝安天皇 | 第6代 孝安天皇 | 第6代 孝安天皇 | 第6代 孝安天皇 | 第6代 孝安天皇 | 第6代 孝安天皇 |  |  | 長媛 | 長媛 | 長媛 | 長媛 | 長媛 | 長媛 |  |  | 第5代 孝昭天皇 | 第5代 孝昭天皇 | 第5代 孝昭天皇 | 第5代 孝昭天皇 | 第5代 孝昭天皇 | 第5代 孝昭天皇 |  |  | 渟名城津媛    | 渟名城津媛    | 渟名城津媛    | 渟名城津媛    | 渟名城津媛    | 渟名城津媛    |  |  | 川津媛 | 川津媛 | 川津媛 | 川津媛 | 川津媛 | 川津媛 |  |  | 第3代 安寧天皇 | 第3代 安寧天皇 | 第3代 安寧天皇 | 第3代 安寧天皇 | 第3代 安寧天皇 | 第3代 安寧天皇 |  |  |                 |        |        |        |        |        |
| 飯日媛   | 飯日媛   | 飯日媛   | 飯日媛   | 飯日媛   | 飯日媛   |  |  | 第4代 懿徳天皇 | 第4代 懿徳天皇 | 第4代 懿徳天皇 | 第4代 懿徳天皇 | 第4代 懿徳天皇 | 第4代 懿徳天皇 |  |  | 泉媛 | 泉媛 | 泉媛 | 泉媛 | 泉媛 | 泉媛 |  |  | 五十坂媛          | 五十坂媛          | 五十坂媛          | 五十坂媛          | 五十坂媛          | 五十坂媛          |  |  | 第6代 孝安天皇 | 第6代 孝安天皇 | 第6代 孝安天皇 | 第6代 孝安天皇 | 第6代 孝安天皇 | 第6代 孝安天皇 |  |  | 長媛 | 長媛 | 長媛 | 長媛 | 長媛 | 長媛 |  |  | 第5代 孝昭天皇 | 第5代 孝昭天皇 | 第5代 孝昭天皇 | 第5代 孝昭天皇 | 第5代 孝昭天皇 | 第5代 孝昭天皇 |  |  | 渟名城津媛    | 渟名城津媛    | 渟名城津媛    | 渟名城津媛    | 渟名城津媛    | 渟名城津媛    |  |  | 川津媛 | 川津媛 | 川津媛 | 川津媛 | 川津媛 | 川津媛 |  |  | 第3代 安寧天皇 | 第3代 安寧天皇 | 第3代 安寧天皇 | 第3代 安寧天皇 | 第3代 安寧天皇 | 第3代 安寧天皇 |  |  |                 |        |        |        |        |        |
|          |          |          |          |          |          |  |  |                |                |                |                |                |                |  |  |      |      |      |      |      |      |  |  |                   |                   |                   |                   |                   |                   |  |  |                |                |                |                |                |                |  |  |      |      |      |      |      |      |  |  |                |                |                |                |                |                |  |  |               |               |               |               |               |               |  |  |        |        |        |        |        |        |  |  |                |                |                |                |                |                |  |  |                 |        |        |        |        |        |

『日本書紀』によれば、第3代安寧天皇の后妃川津媛と、第5代孝昭天皇の后妃渟名城津媛、第6代孝安天皇の后妃長媛は、いずれも磯城県主葉江の娘とされている。これは父子継承している3-4世代離れた天皇がほぼ同じ世代の女性を后妃としたことを意味するが、このような婚姻は現実的なものとは考えられない。即ち、これは安寧・孝昭・孝安天皇世代も実際にはそれほど隔たってはいなかったであろうことを意味する。つまり、初期の天皇についてはまず天皇名や后妃の出自のみが伝わった時期が存在し、後にこれを一系で繋ぎ合わせたことで、現在見られるような『記紀』の系譜情報が形成されたと見られる。

### 皇別氏族と欠史八代
古代日本の氏（ウヂ）は共通の始祖を有する政治的集団であり、その出自によって大きく神別、皇別、諸蕃に分類される。史料によって異動があるものの、皇族から出た皇別氏族、とりわけ5 - 6世紀に既に存在していたことが知られ、後に臣（オミ）姓を持つこととなる氏族はそのほとんどが欠史八代の天皇の子孫を始祖としており、欠史八代はこれら臣姓氏族と天皇系譜の結節点の中心となっている。前述の孝元天皇の皇子大彦命は阿倍氏、膳氏など7つの氏の始祖と『日本書紀』に伝えられる（『古事記』では2氏）。皇別氏族の始祖として最も代表的な人物は孝元天皇の孫（または曾孫）である武内宿禰（建内宿禰）で、『古事記』では武内宿禰の7人の子を通じて蘇我氏、巨勢氏、平群氏など27氏の祖とされる。
直木孝次郎は皇別氏族の姓（カバネ）のうち臣（オミ）、君（キミ）、国造（クニノミヤツコ）の3つについて、それぞれの『古事記』系譜上の特徴を次のように分析している。まず臣姓氏族はその大半が欠史八代を出自としており、特に蘇我氏を始め代表的な有力氏族がそれに該当する。それ以外の天皇に出自を持つ臣姓氏族には地方氏族など中堅以下の氏族が目立つ。臣姓に次いで有力な氏族が多く、元は地方の首長に由来するものが多かったであろう君姓氏族は、臣姓氏族とは逆に欠史八代以外の天皇に祖を持つものが全体の7割以上を占める。そしてこれらよりも下級の氏族であった国造姓氏族は皇別のものは神武天皇に出自を持つものが多く、それ以上に天照大御神などに由来を持つ神別氏族であるものが多い。
皇別氏族が姓ごとにこのような特徴を持つことは、それぞれの氏族が天皇家との関係を構築した歴史的背景の違いから来ていると考えられる。元来、各地の自律的な支配者であった君姓氏族の多くは独立を失ってヤマト王権に臣属していく過程で地位を安定させるために天皇（大王）との擬制的な親族関係を構築したと見られる。君姓氏族の過半数は崇神、垂仁、景行、応神の4代いずれかに出自を持っており、欠史八代由来のものが少ない。このことは欠史八代の伝承はこれら地方首長がヤマト王権に服属していった時代にはまだ成立しておらず、一方で崇神天皇ら4代の伝承成立が比較的早かったことを予想させる。国造姓氏族が神武天皇（の皇子神八井耳命）及び神々を祖としているのは国造クラスの下級氏族では系譜を天皇系譜自体に接続することが難しかったためであると考えられる。これらに対して、臣姓氏族であった葛城氏や蘇我氏などは古くから天皇（大王）と通婚関係を持っており遠い祖先を持ち出さなくとも単純な事実として天皇（大王）の「同族」であった。また大臣などの地位を得られるような氏族は天皇との通婚関係こそ持っていなくてもその実力によって元来「皇別」を主張する必要性が存在しなかった。しかし、王位継承における血統原理が次第に確立し、特に天皇家の地位が急速に高まって「皇族」が明確化して行った大化の改新以降（7世紀後半）、独自の権威を有していたこれらの臣姓氏族もまた天皇家との系譜接続が必要となって行ったものと見られる。このため、7世紀後半には臣姓氏族の系譜もまた明確に皇別氏族として確立していったが、この際にそれぞれの氏族の祖と結び付けられたのが欠史八代の天皇であり、神武天皇 - 崇神天皇間の系譜を繋ぐ作業もまた、この頃に行われたと考えられる。

### 神武天皇と崇神天皇
『日本書紀』における初代神武天皇の称号「始馭天下之天皇」と、10代崇神天皇の別名である「御肇國天皇」はどちらも「ハツクニシラススメラミコト」と読める。これを「初めて国を治めた天皇」と解釈すれば、初めて国を治めた天皇が二人存在することとなる。このことは崇神天皇を初代天皇とする伝承がかつて存在したことを予想させる。

## 『記紀』の歴史意識と「欠史」
欠史八代が「欠史」として括られるのは既に述べた通り、『記紀』が記録している情報が『帝紀』的な系譜および陵墓情報のみで『旧辞』的な物語、歴史的事件の叙述を欠いていることによる。具体的に『記紀』が欠史八代について伝える内容は「天皇名・出自系譜・先帝の埋葬と陵・即位年月日・宮都・立后と后妃皇子女・所生子の後裔氏族・立太子・崩年」等に限られ、個々の天皇が治世中に何をしたのか、ということについての情報はない。しかし近年では、これを「欠史」と見る視点は物語的要素を「歴史」として捉えて来た近現代の歴史学のものであるという指摘がある。『記紀』は史書として編纂されているにもかかわらず史を欠いているとすればそれは何を記録しているのか、ということが問題となる。事実として『古事記』の場合、記載対象とする神武天皇から推古天皇までの33代の天皇のうち、物語的要素を欠き系譜情報のみしか記されていない天皇は中巻・下巻合わせて20名にも上り、欠史八代に限らず過半数の天皇は『旧辞』的な記録が存在しない。このことから、物語要素が無いことをもって「欠史」としてしまうならば、『古事記』は事実上、史書の体を成していないことになる。同様の指摘は『日本書紀』の欠史八代の記録についても存在する。このことは逆に、『記紀』編纂者達の意識においては天皇系譜に関する情報を完備していれば物語要素がなくともそれは「歴史」であったことを意味する。
原初的な歴史は系図によってまとめられるとも言われ、古代日本にあっては天皇（大王）の代替わりが人々にとって過去の出来事が「いつ」起こったことであるのか、を考える時間軸であった。このことを示すのが『風土記』における天皇への言及である。「志木島宮御宇天皇（欽明天皇）の御代」といった表現に見られるように、どの天皇の代の出来事であるかが、その出来事がいつの出来事であるか、という時間の認識と結び付いていた。このように天皇に基づいて時間の認識が行われていた時代、出来事や具体的な日時の指定とは別に、系譜はそれ自体が歴史であったと考えられる。この意味において、『記紀』に見られる「欠史八代」の記録は基本的に皇統譜を完備しており、実際の編纂者の認識として史を欠いてなどはおらず、「欠史」という表現はあくまで近現代の「歴史」意識を強く反映したものと言える。
『記紀』の欠史八代をどのように理解するかは古代日本の王権、氏族、家族といった社会関係をどのように理解するかということと密接に関わっている。現代において欠史八代、あるいはその系譜が後世に造作されたものであることは一般的な見解となっているが、それが今日見られる形になった理由を単に皇室の直系継承を示し、その歴史を古く見せるためと理解するのでは不十分である。欠史八代を始めとした古代日本の王統譜は元来確固として固定されておらず、天皇家と各氏族の間に擬制的な親族関係を構築する中で、現実の政治的状況・同盟・敵対の関係を反映しつつ翻案と接合を繰り返してきたものと考えられる。これが如何に構築されてきたかということについては、ヤマト王権がまず王統譜を構築し、これと同祖構造を持つ系譜を氏族に下賜する制度を持ったことで構築されていったとする考え方や、各氏族ごとに構築された擬制的親族関係がまずあり、その多元的な権力関係を超越した権力構造が構築されるに伴って、それぞれの内部における「語り」を統合する過程で数次にわたる組み換え、加上がなされてきたとする考え方がある。いずれにせよ、こうした日本の王統譜、氏族系譜の形成と統合は幾度にもわたる接合、改変を経て7世紀後半から8世紀にかけての『日本書紀』や『古事記』の編纂とともに確定し、これが受け入れられていく中で共有される過去として「史実」となって行った。